# 裘新
裘新（1965年12月28日—），浙江上虞人，中華人民共和國傳媒人，中國共產黨黨員，复旦大学新闻学硕士、中欧国际工商学院EMBA学位，高级记者。曾任上海报业集团社长、党委书记，现任复旦大学党委书记。中国共产党上海市第十一届委员会委员。

## 生平
裘新生于浙江省上虞县，1988年毕业于复旦大学新闻系，后进入《解放日报》社工作，成为工交财贸部的一名记者，報道過经济新闻。
1997年，裘新被任命为《解放日报》子报《申江服务导报》筹建组负责人，次年5月担任该报首任主编。1999年改任《新闻报》（后拆分为《新闻晨报》、《新闻午报》、《新闻晚报》）副总编辑，次年升任常务副总编辑，同年调为总编辑兼任《解放日报》副总编辑。任职期间，他属于开放派，将两份报纸办成上海最赚钱的生活类周报和上海盈利最丰厚的都市报。
2002年取得复旦大学新闻学硕士学位，并于2003年调任文汇报党委副书记、总编辑，2004年兼任文汇新民联合报业集团副社长，同年取得中欧国际工商学院EMBA学位。2005年回到解放日报工作，任解放日报报业集团党委副书记、副社长，解放日报党委书记、总编辑。
2011年3月，任中共上海市委宣传部副部长、中共上海市委对外宣传办公室主任、上海市人民政府新闻办公室主任。2011年9月，接替黎瑞刚，出任上海广播电视台台长、党委副书记、上海东方传媒集团有限公司总裁，带领集团转型变革。他在SMG任职时更倾向于保守，当时的大致规划仍在其前任黎瑞刚的安排下。
2013年10月28日，出任新组建的上海报业集团社长、党委书记，任职后大力发展新媒体。
2017年5月，任中国共产党上海市第十一届委员会委员。
2021年11月，任复旦大学党委常务副书记（正局级）。
2023年2月，升任复旦大学党委书记（副部长级）。

## 荣誉
曾先后获得全国百佳新闻工作者、上海新长征突击手、上海文化新人、上海市领军人才、全国新闻出版行业领军人才、全国“四个一批”人才、享受中华人民共和国国务院授予的政府专家特殊津贴等荣誉称号，其作品多次获得中国新闻奖和上海新闻奖。